# 299 a.C.
Il 299 a.C. (CCXCIX a.C. in numeri romani) è un anno  del III secolo a.C.

## Eventi
- Cina: Lo stato Qin attacca 8 città di Chu. Chu chiede al re di Huai di recarsi a Qin per negoziare una pace. Il poeta Qu Yuan rischia la vita recandosi dal re di Huai per convincerlo di non aderire alla negoziazione.
- Roma
  - Patto di Alleanza ("foedus aequum") tra Romani e Piceni
  - Consoli Tito Manlio Torquato, Marco Fulvio Petino, e cons. suff. Marco Valerio Corvo VI

## Nati
- Tolomeo di Telmesso, nobile macedone antico († 240 a.C.)

## Morti
- Tito Manlio Torquato, politico romano